# Ligne de Gray à Saint-Jean-de-Losne
La ligne de Gray à Saint-Jean-de-Losne est une ligne ferroviaire française a écartement standard, qui relie les gares de Gray et de Saint-Jean-de-Losne. Elle constitue un tronçon long d'environ cinquante-six kilomètres de l'ancienne ligne de Gray à Chalon-sur-Saône, l'ensemble du parcours totalisant alors environ cent sept kilomètres. En 2010, seul le segment de ligne, long d'environ trente deux kilomètres, qui relie la gare de Villers-les-Pots située sur la ligne de Dijon-Ville à Vallorbe, à la gare de Gray, est ouvert au trafic fret.
Elle porte le no 851 000 de la nomenclature du réseau ferré national.

## Historique
À l'origine, entre les gares de Chalon-sur-Saône et Villers-Les-pots, cette ligne desservait les gares de Sassenay, Gergy, Allerey (ancienne gare de bifurcation ou convergeaient également les lignes Chagny-Dole (via Saint-Bonnet-en-Bresse et Chaussin), et Beaune — Saint-Loup-de-la-Salle, Allerey), Écuelles, Chivres, Seurre. Elle empruntait à partir de Seurre, (bifurcation au km 362, 100), la ligne de Dijon-Ville à Saint-Amour de Seurre à Saint-Jean-de-Losne, desservait Pagny-le-Château, franchissait la bifurcation de Chaugey (Ligne de Saint-Jean-de-Losne, Chaussin et Lons-le-Saunier), arrivait à Saint-Jean-de-Losne où elle quittait la ligne de Dijon-Ville à Saint-Amour. Elle desservait ensuite les localités de Trouhans et  Champdôtre-Pont pour atteindre la bifurcation de Villers-les-pots. Les circulations voyageurs effectuaient le parcours aller et retour Villers-les-Pots — Auxonne pour desservir la localité d'Auxonne.
L'ensemble du parcours entre Chalon-sur-Saône et Gray a été constitué en plusieurs étapes.

### Section de ligne Villers-les-Pots — Gray
Le 26 juin 1846, une loi autorise la concession du chemin de fer « de Dijon à Mulhouse, avec embranchements d'Auxonne sur Gray, et de Dole sur Salins ».
Un décret du 12 février 1852 autorise la concession direct des chemins de fer « de Dijon à Besançon, avec embranchement Gray ». Cette ligne est concédée à la même date par une convention signée avec le ministre des Travaux publics à un groupe d'entrepreneures qui constituent la Compagnie du chemin de fer de Dijon à Besançon. Cette convention est approuvée par décret le jour même.
La Compagnie du chemin de fer de Paris à Lyon rachète l'ensemble des concessions de la Compagnie du chemin de fer de Dijon à Besançon. Ce rachat est approuvé par un décret impérial le 20 avril 1854.
La Compagnie des chemins de fer du Paris à Lyon (devenue le 11 avril 1857 la Compagnie des chemins de fer de Paris à Lyon et à la Méditerranée) commença les travaux de construction de cette section de ligne en 1852 et les mena avec célérité. La mise en service de ce parcours se fit le 10 juin 1855. Cette compagnie, pour devancer la compagnie du chemin de fer de Paris à Strasbourg (devenue la compagnie des chemins de fer de l’Est, le 21 janvier 1854) et la compagnie du chemin de fer de Blesme et Saint-Dizier à Gray, s'empressa de construire la ligne de Villers-les-pots à Gray. Le service commercial commença sur cette ligne le 10 novembre 1856.
La section de ligne fut neutralisée entre Mantoche et Talmay en 1952, puis entre Mantoche et Pontailler-sur-Saône en 1971. En 1991, le déraillement d'un train de fret à Maâtz sur la ligne de Culmont - Chalindrey à Gray ayant endommagé la voie, la ligne fut remise en service afin de continuer à assurer la desserte de Gray, qui jusqu'à cet incident était desservie via Culmont-Chalindrey.

### Section de ligne d'Auxonne (Villers-les-Pots) à Saint-Jean-de-Losne
La section de ligne Dijon-Seurre (ligne de Dijon-Ville à Saint-Amour) était mis en service à voie unique le 20 juin 1882 puis et le tronçon de Seurre à Saint-Jean-de-Losne était mis à double voie le 29 avril 1885. La section de ligne d'Auxonne à Saint-Jean-de-Losne, partie d'un itinéraire d'Auxonne à Chagny, est déclarée d'utilité publique par une loi le 27 juillet 1880. Elle est concédée à la Compagnie des chemins de fer de Paris à Lyon et à la Méditerranée par une convention signée entre le ministre des Travaux publics et la compagnie le 26 mai 1883. Cette convention est approuvée par une loi le 20 novembre suivant. Cette section est ouverte à l'exploitation le 12 juillet 1887.
La section de ligne entre Champdôtre-Pont et Trouhans fut fermée en 1952.

## Tracé - Parcours
Sur les neuf kilomètres du parcours qui sépare les gares de Gray et d'Essertenne-et-Cecey la ligne fait partie du territoire du département de la Haute-Saône. Elle s'engage ensuite sur le territoire du département de la Côte-d'Or jusqu'à la gare de Chivres (PK soixante-dix-sept), puis rentre sur le territoire du département de Saône-et-Loire, sur une vingtaine de kilomètres, pour atteindre Chalon-sur-Saône.

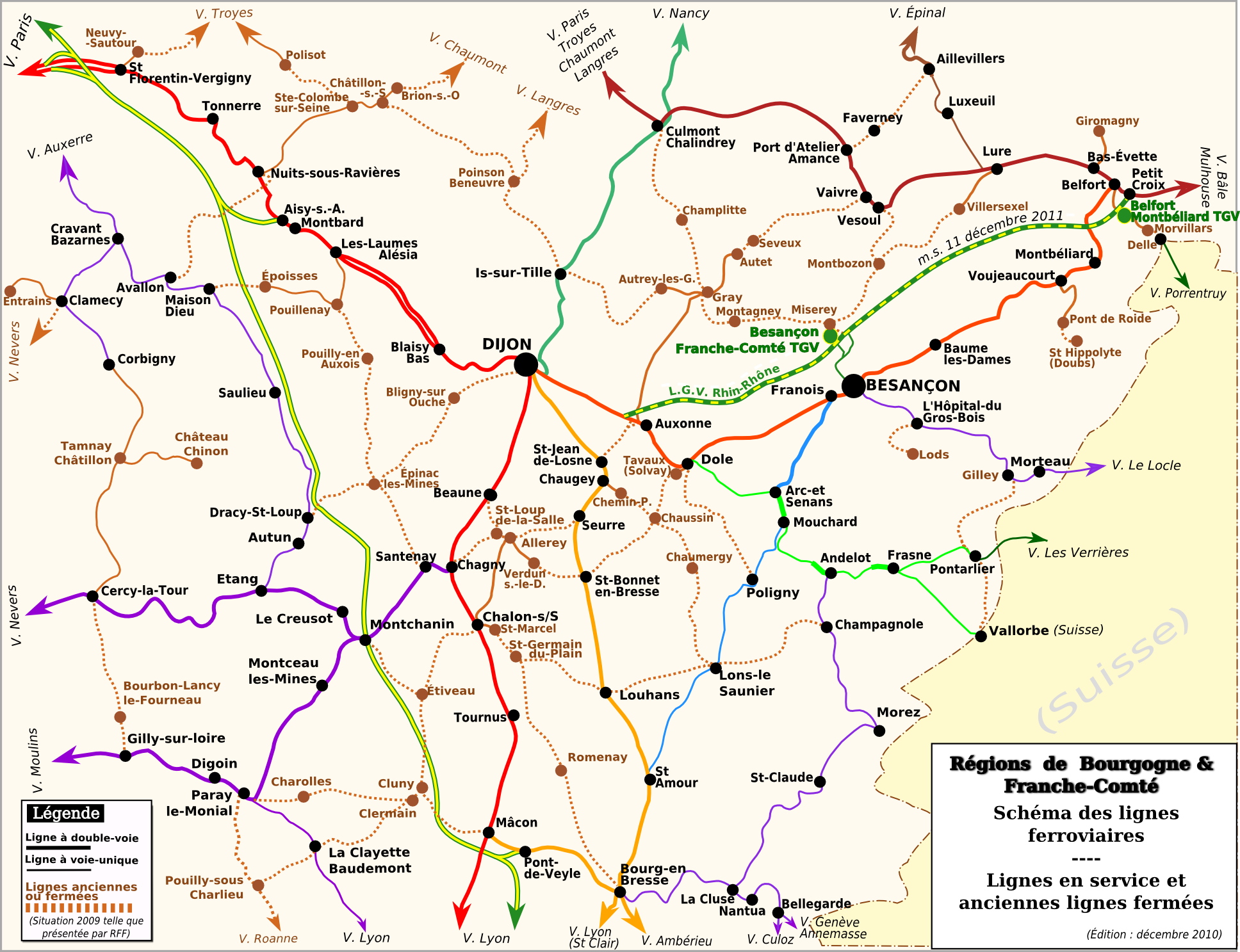
Réseau ferroviaire des régions de Bourgogne & Franche-Comté. Lignes en service et lignes fermées
Schéma des anciennes installations ferroviaires (croisement des lignes de Gray à Saint-Jean-de-Losne et de Dijon-Ville à Vallorbe)

## Exploitation
En 1928, deux relations aller et retour effectuaient le parcours de bout en bout et reliaient les villes de  Gray et de Chalon-sur-Saône en desservant Auxonne. À cette date, les temps de parcours pour la totalité du trajet en assurant des correspondances en gares d'Auxonne et d'Allerey, avec des temps d'attente variables, donnent des valeurs allant de quatre heures et quinze minutes à cinq heures et trois minutes. La vitesse moyenne pour la relation la plus rapide était voisine  de vingt-cinq kilomètres à l'heure.

## Quelques vues de la Ligne

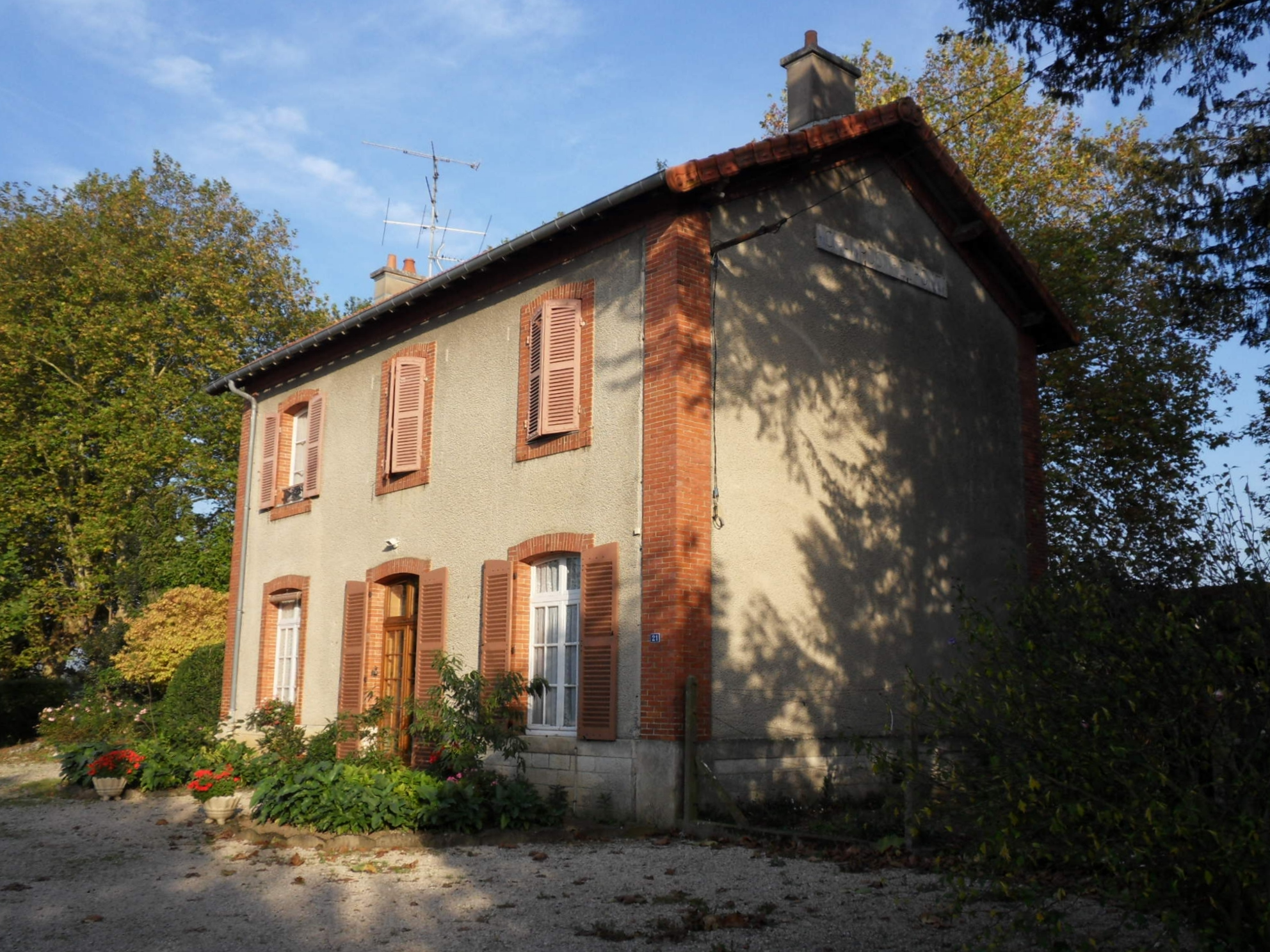
Gare de Champdôtre-Pont Située sur le segment de ligne non exploité Saint-Jean-de-Losne—Villers-les-Pots. L'ancien bâtiment voyageurs.
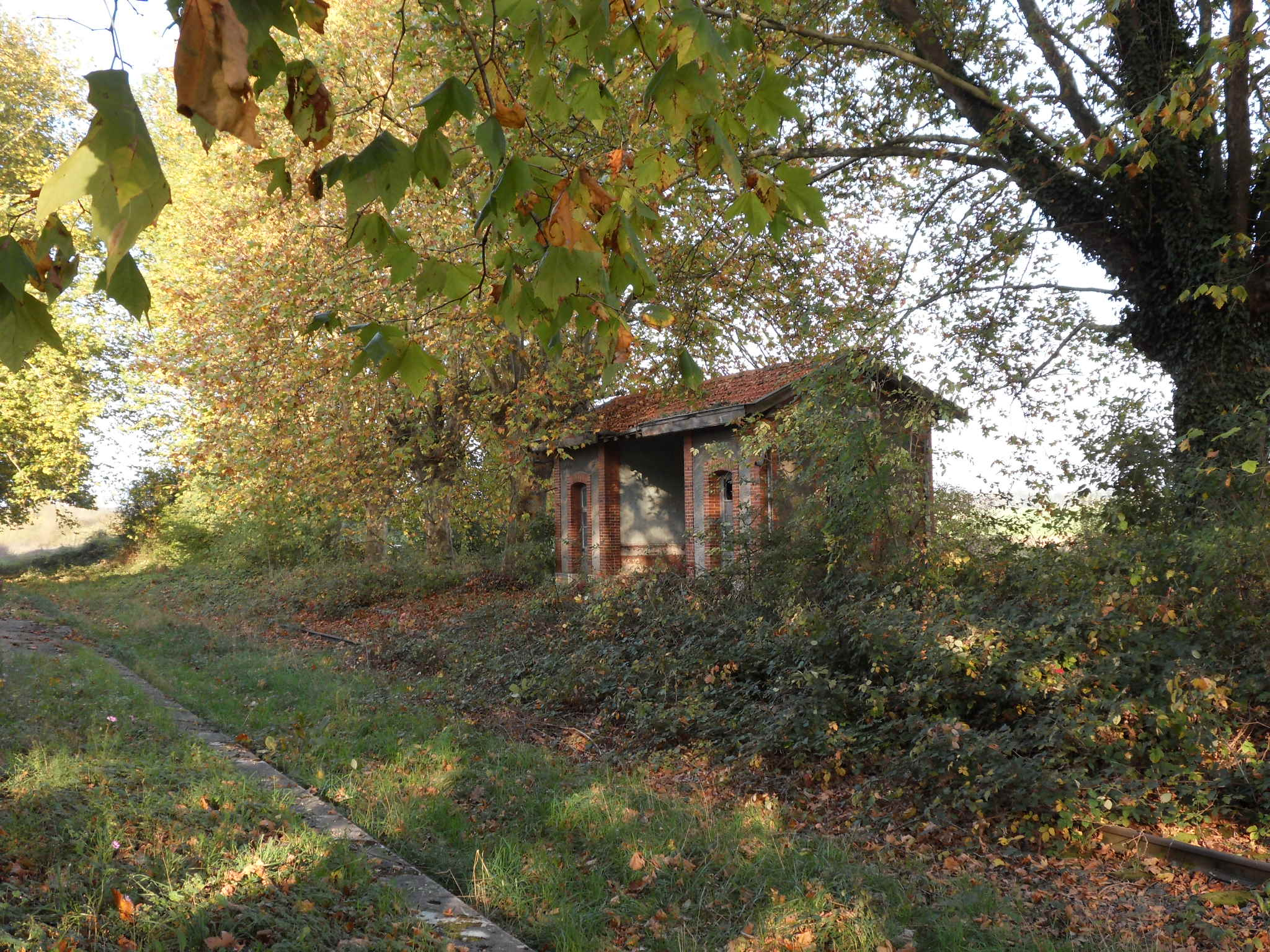
Gare de Champdôtre-Pont L'ancien abri voyageurs.
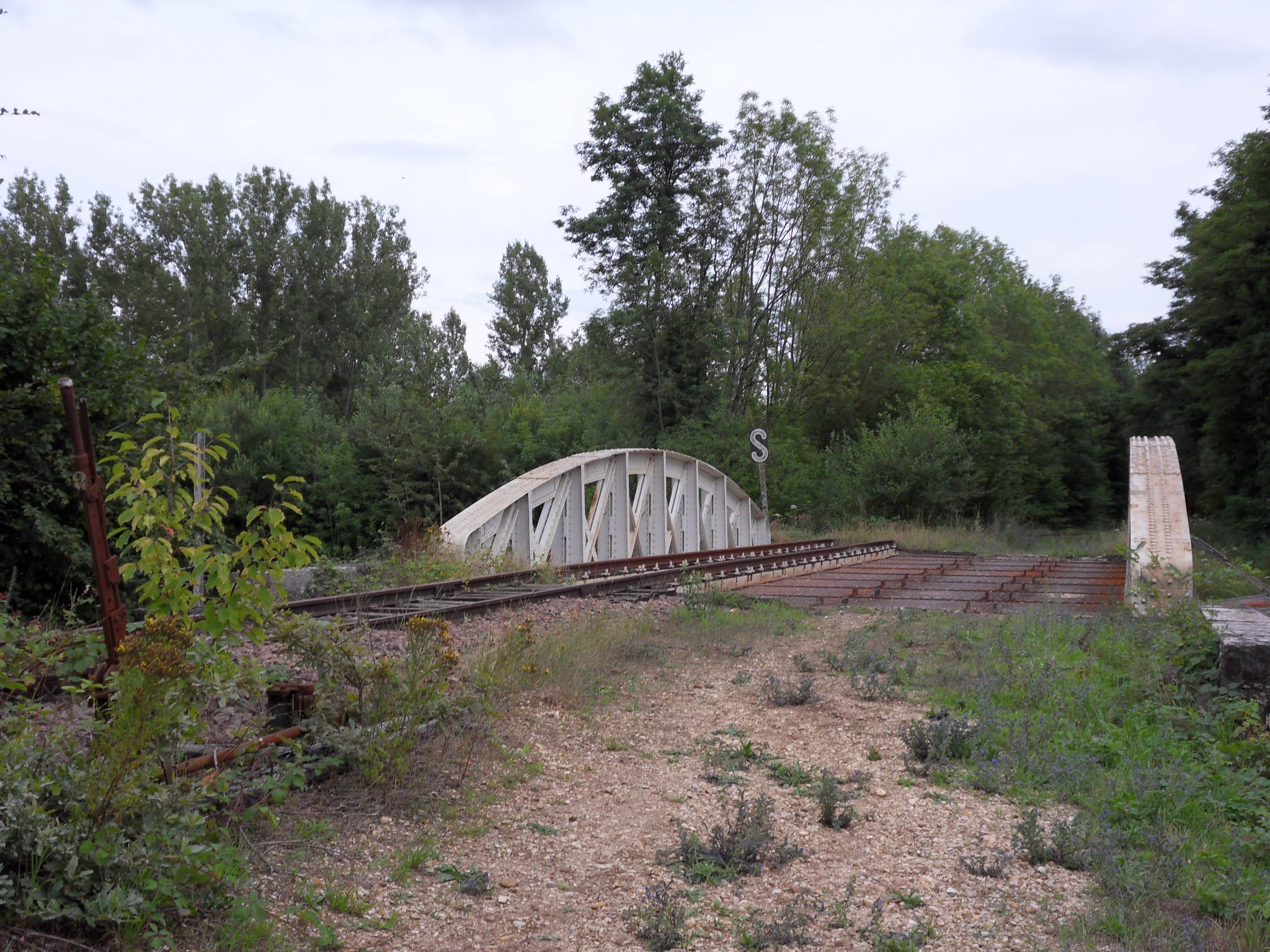
Villers-les-Pots Le pont-rail au franchissement de la ligne de Dijon-Ville à Vallorbe
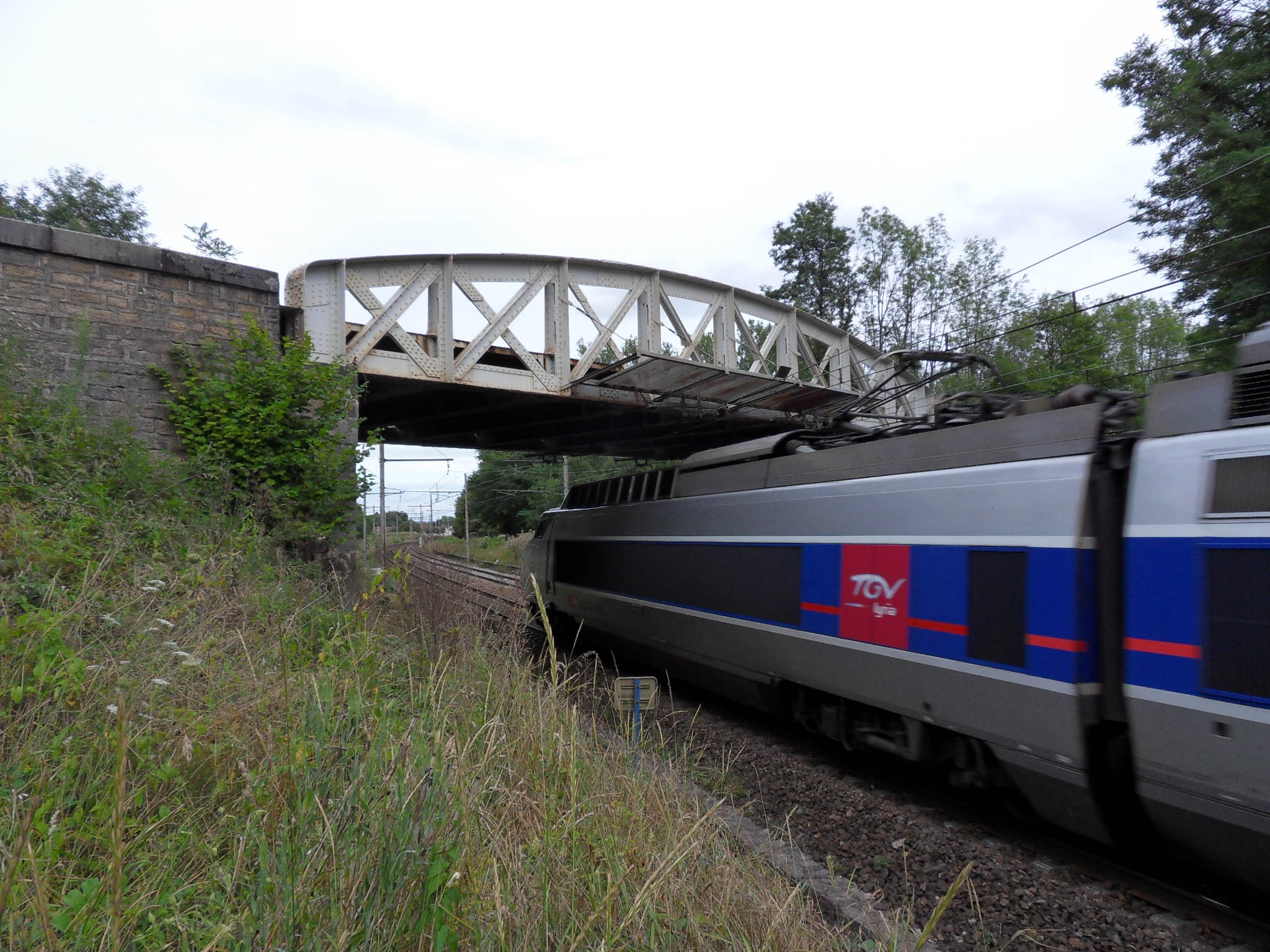
Villers-les-Pots Le pont-rail au franchissement de la ligne de Dijon-Ville à Vallorbe
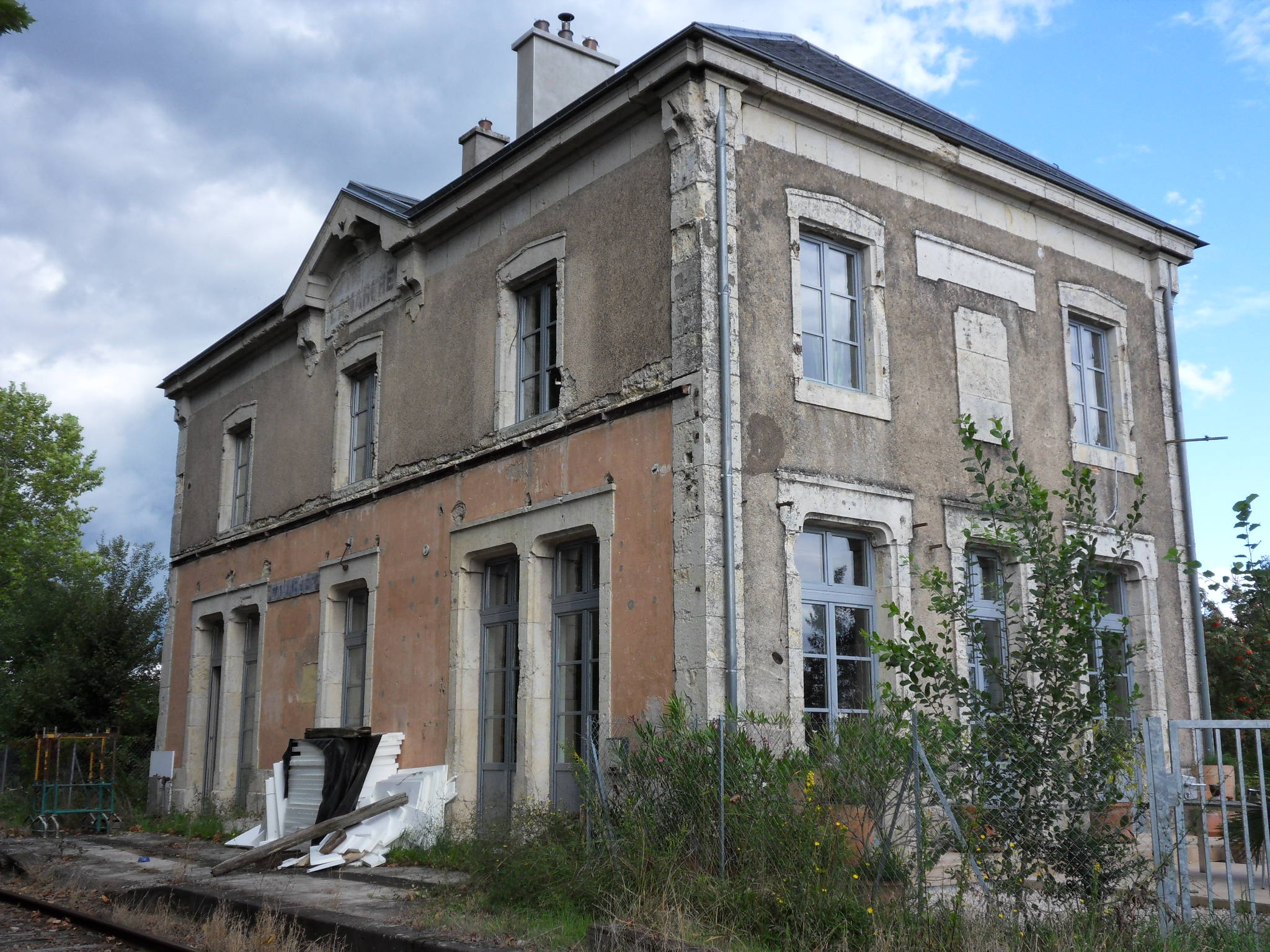
Lamarche-sur-Saône L'ancien bâtiment voyageurs
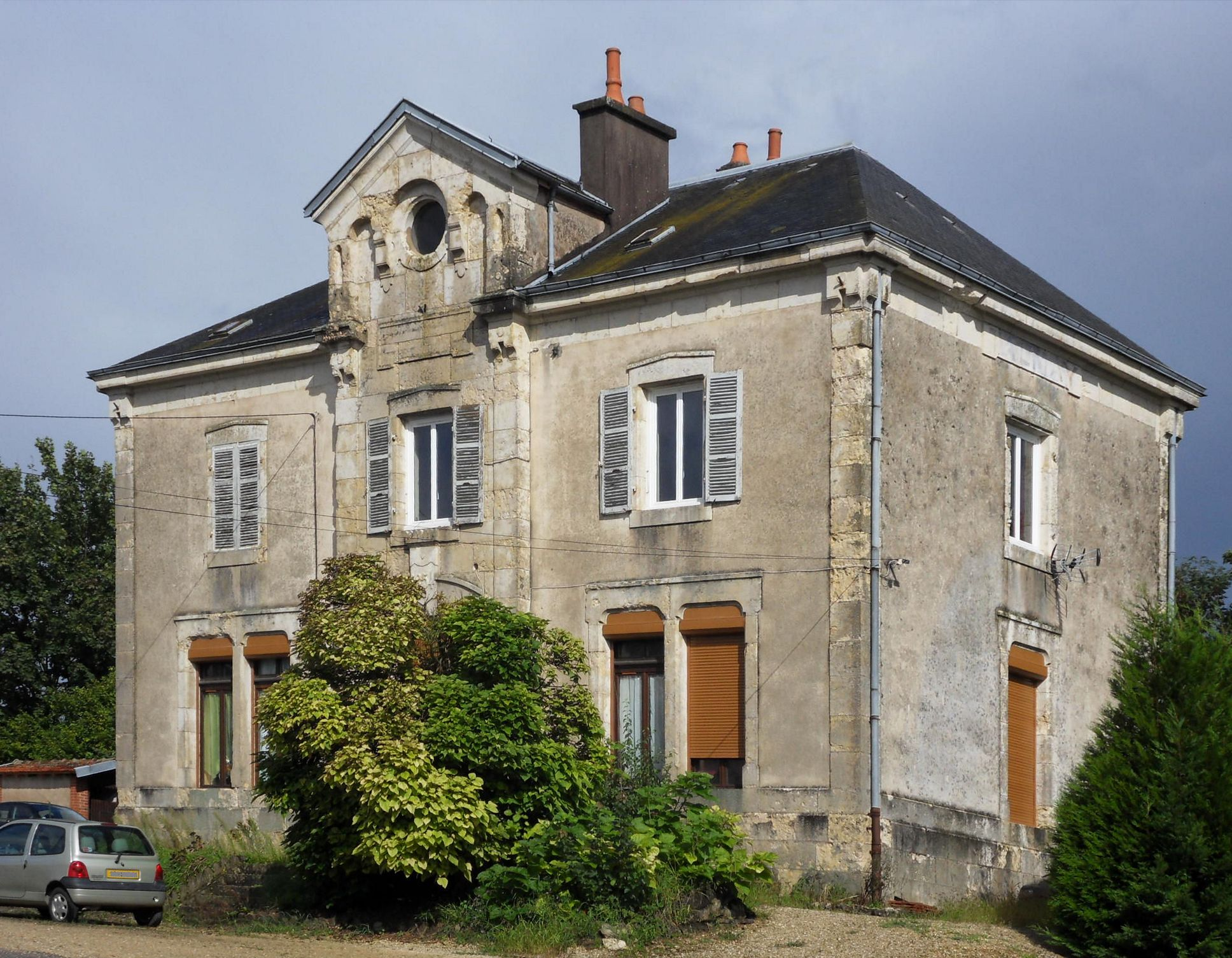
Talmay L'ancien bâtiment voyageurs
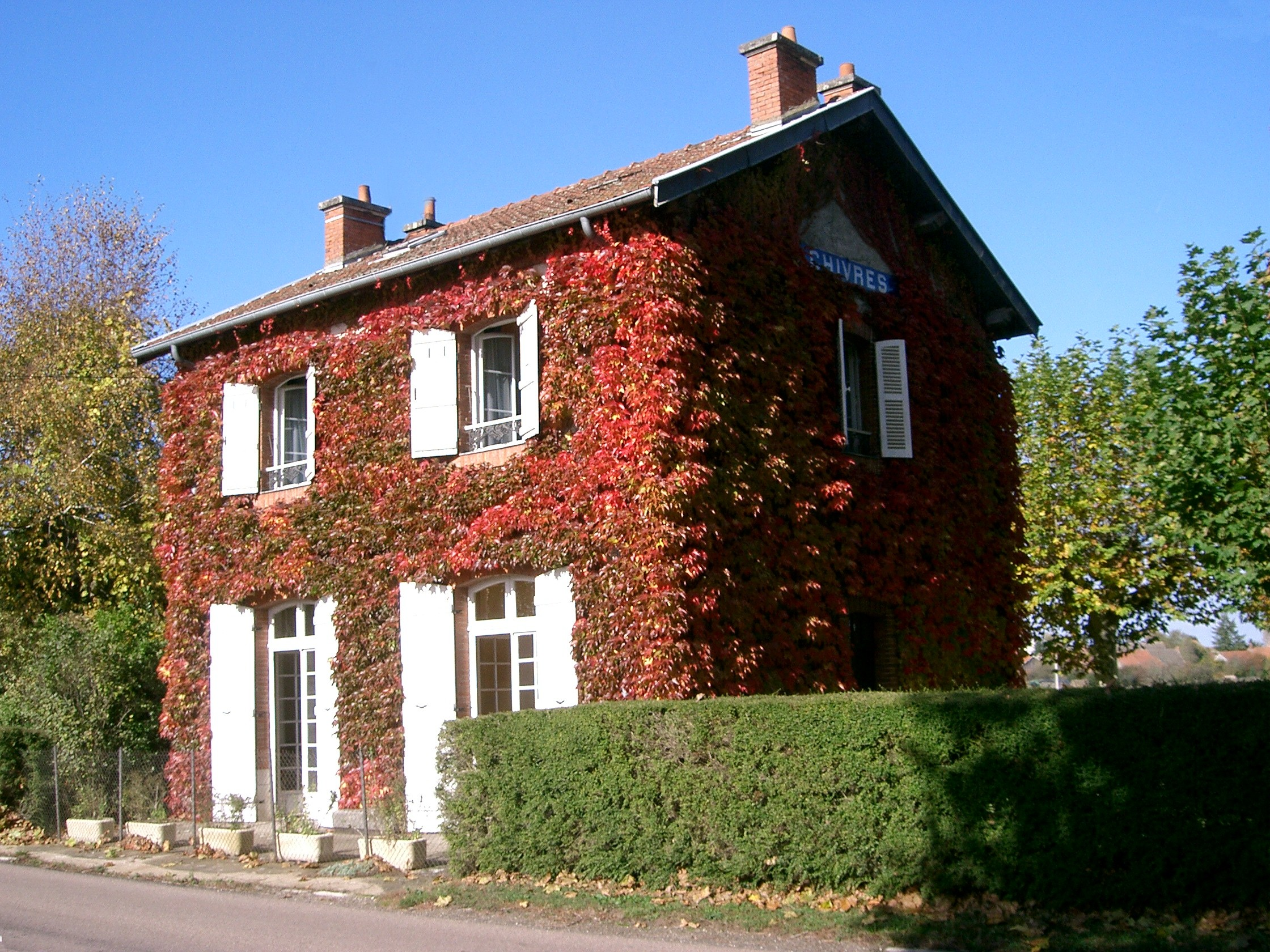
Chivres (Côte-d'Or)L'ancienne gare
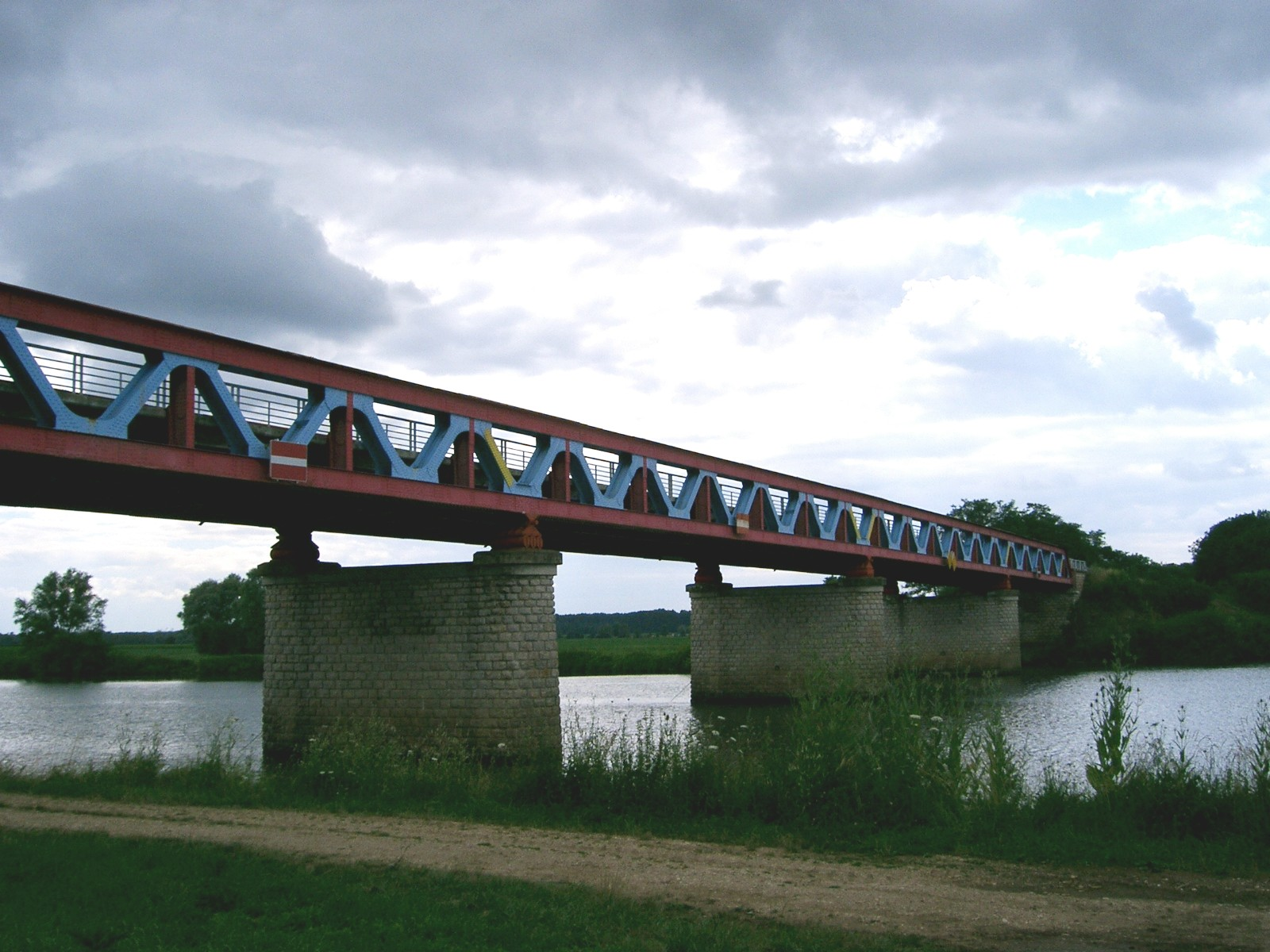
Chivres (Côte-d'Or)franchissement de la Saône. L'ancien pont ferroviaire, aujourd'hui pont routier